# Amarodytes boggianii
Amarodytes boggianii är en skalbaggsart som beskrevs av Régimbart 1900. Amarodytes boggianii ingår i släktet Amarodytes och familjen dykare. Inga underarter finns listade i Catalogue of Life.